# Séisme du 16 septembre 2015 au Chili
Le séisme du 16 septembre 2015 au Chili désigne un séisme de magnitude 8,3 ayant frappé le centre du Chili le 16 septembre 2015, aux environs de 23 h UTC,,. Un fort risque de tsunami a aussi été déclaré. Son épicentre se situe à environ 46 kilomètres au large de la localité côtière d'Illapel. Le séisme est également ressenti autant dans la ville de Santiago que dans la ville de Buenos Aires soit 1 400 km de distance,. Au moins trente-huit répliques de magnitude supérieure à 5 ont été ressenties depuis dans la même région : 1 de magnitude 7,0, 7 de magnitude comprise entre 6,0 (inclus) et 7,0 (exclu), 30 de magnitude comprise entre 5,0 (inclus) et 6,0 (exclu).
À la date du 17 septembre 2015, cinq décès ont été déclarés et environ un million de personnes ont été évacuées.
Il semble s'agir ici d'un exemple relativement classique de grand séisme de subduction, avec un mouvement inverse chevauchant. Le Chili est, en effet, situé dans une des grandes zones de subduction du monde. C'est donc l'un des pays les plus touchés par les tremblements de terre de forte magnitude: cinq autres séismes de magnitude supérieure à 8 l'ont touché depuis le début du XXe siècle.

## Conséquences
Immédiatement après le séisme, Illapel, une ville chilienne de 30 000 résidents, manque d'électricité et d'eau potable. Deux jours plus tard, environ 90 000 personnes sont toujours sans électricité. Quelques bâtiments sont touchés et des alarmes de voitures ont retenti à Buenos Aires, à 1 110 km du Chili, et le séisme a été ressenti jusqu'à São Paulo, ville située à plus de 2 600 km. Les provinces argentines de Mendoza, San Juan, Córdoba, Tucumán, La Rioja, San Luis et Santa Fe sont également touchées.

## Tsunami

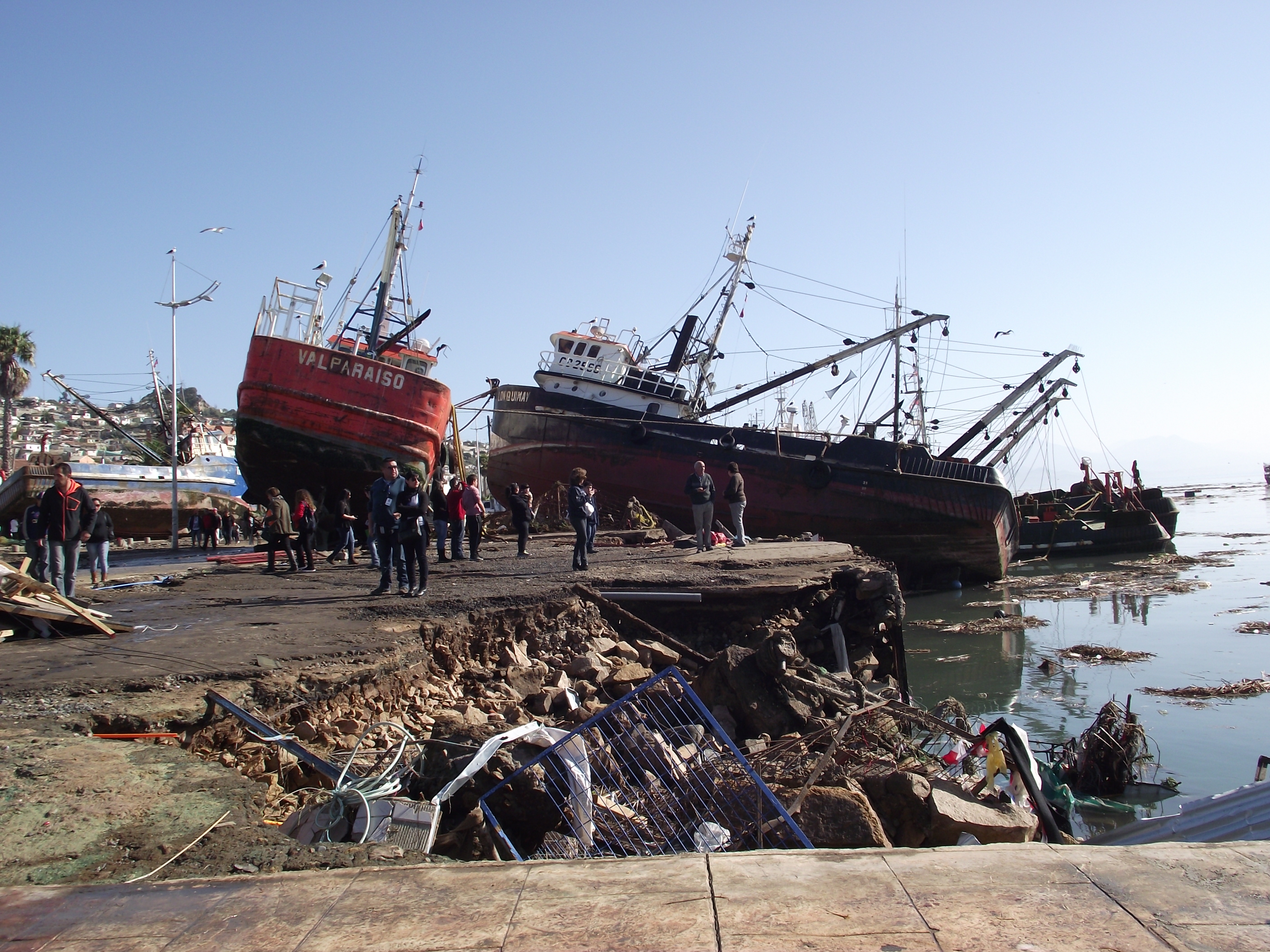
Embarcations renversées à Coquimbo, après le tsunami.

Des alertes au tsunami sont émises en Équateur, au Pérou, en Nouvelle-Zélande, aux Fidji, aux Îles Salomon, à Hawaï, en Californie, et au Japon. Les autorités chiliennes ordonnent l'évacuation immédiate des habitants sur les côtes à cause de risques de tsunami, et plusieurs habitants reçoivent par téléphone l'ordre de quitter leur maison juste après le séisme,.
Les premières vagues frappent les côtes chiliennes quelques minutes après le séisme. Une vague de 4,5 m de haut est observée au large de Coquimbo et les villes de Coquimbo, Tongoy et Concón sont inondées ; des bateaux de pêche s'échouent dans les rues de Coquimbo, causant de sérieux dégâts. Dans la région, 500 bâtiments sont détruits. L'état d'urgence est déclaré à Coquimbo au lendemain du tsunami et des troupes sont dépêchées sur place. Le 17 septembre 2015, aux alentours de 21 h UTC soit un peu moins d'une journée après le séisme, une première vague d'environ 10 cm atteint la côte orientale du Japon, suivie de deux autres vagues de 30  et   70 cm.